# Трейлър Хауърд
Трейлър Елизабет Хауърд (на английски: Traylor Elizabeth Howard) (родена на 14 юни 1966 г.) е американска актриса. Позната е с ролите си на Шарън Картър в „Две момчета и едно момиче“, Натали Тийгър в „Монк“ и Лейла в „Аз, моя милост и Айрийн“.

## Личен живот
Има 2 развода и от 2011 г. е омъжена за трети път. На 24 ноември 2006 г. се ражда първият ѝ син, а през 2012 г. се ражда вторият ѝ син.